# 1949年福克兰群岛大选
1949年福克兰群岛大选于1949年2月举行，通过普选选出立法委员会成员。这是福克兰群岛史上的第一次进行选举，选出了12名议员中的4名（两名来自斯坦利选区，一名来自东福克兰选区和西福克兰选区）。由于福克兰群岛上的一些定居点比较偏远，且天气变化无常，选举分几天进行。
福克兰群岛立法委员成立于1845年11月13日，其全体成员由总督任命。1948年11月26日，国王乔治六世在枢密院上批准了《1948年第16号立法委员会（选举）条例》（Legislative Council (Elections) Ordinance No. 16 of 1948），首次在福克兰群岛实行选举，将立法会的四个席位交给民选议员。

## 结果
| 选区     | 入选人                     |
| -------- | -------------------------- |
| 斯坦利   | 亚瑟·莱斯利·哈迪（Arthur Leslie Hardy）       |
| 斯坦利   | 斯坦利·查尔斯·卢克斯顿（） |
| 东福克兰 | 亚瑟·格伦费尔·巴顿（Arthur Grenfell Barton）     |
| 西福克兰 | 基思·威廉·卢克斯顿 （）    |